# Скеляр малий
Скеляр малий (Monticola rufocinereus) — вид горобцеподібних птахів родини мухоловкових (Muscicapidae). Мешкає в Східній Африці і на Аравійському півострові.

## Опис

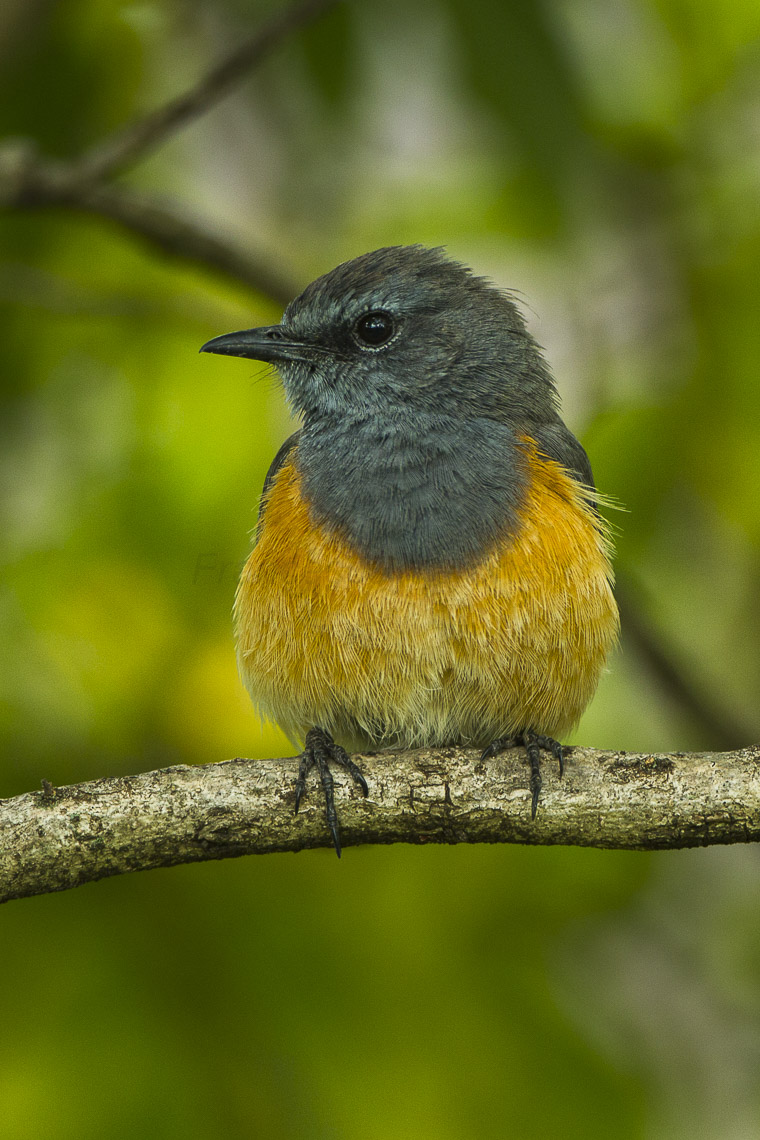
Малий скеляр

Малі скелярі є найменшими представниками свого роду, їхня довжина становить 16-18 см, вага 20-27 г. У самців верхня частина тіла, горло і верхня частина грудей сизі, решта нижньої частини тіла оранжева з золотистим відтінком. Центральна частина і кінчик хвоста чорні. Самиці мають світліше, менш яскраве забарвлення.

## Підвиди
Виділяють два підвиди:
- M. r. rufocinereus (Rüppell, 1837) — від Еритреї, Ефіопії і північного Сомалі до Кенії і північно-східної Танзанії;
- M. r. sclateri Hartert, E, 1917 — гори Сарават[en] на південному заході Аравійського півострова.

## Поширення і екологія
Малі скелярі мешкають в Ефіопії, Еритреї, Сомалі, Південному Судані, Уганді, Кенії, Танзанії, Саудівській Аравії і Ємені. Вони живуть на скелястих схилах, порослих чагарниками і деревами, в сухих тропічних лісах, рідколіссях, чагарникових заростях і саванах, на сухих луках і в садах, в Африці на висоті від 1400 до 2500 м над рівнем моря, на Аравійському півострові на висоті від 800 до 3000 м над рівнем моря. Живляться комахами та іншими безхребетними, яких ловлять в польоті або на землі, а також плодами і ягодами. Гніздяться з лютого по червень та у вересні-жовті. Гніздо чашоподібне, розміщується в дуплі на висоті до 1,5 м над землею, в чагарниках або в тріщинах серед скель. В кладці 3 яйця. За сезон може вилупитися два виводки. За пташенятами доглядають і самиці, і самці.